# Tanzio da Varallo
Antonio d'Enrico, detto Tanzio da Varallo, o semplicemente il Tanzio (Alagna Valsesia, antecedente al 1582 – antecedente al 1633), è stato un pittore italiano, tra i migliori interpreti di quel fervore di rinnovamento artistico che, in Piemonte e in Lombardia, si espresse, in modi diversi, sulla scia del lascito di spiritualità di San Carlo Borromeo e dell'Arte della Controriforma.
Già più volte segnalata da Roberto Longhi, la sua produzione artistica uscì dal modesto interesse riservatole sino ad allora dagli storici dell'arte, per merito di Giovanni Testori che, con l'esposizione torinese del 1959-60, contribuì in modo decisivo ad affermare la statura artistica del pittore di Alagna.

## Vita e profilo artistico

### Il viaggio a Roma e la lezione di Caravaggio

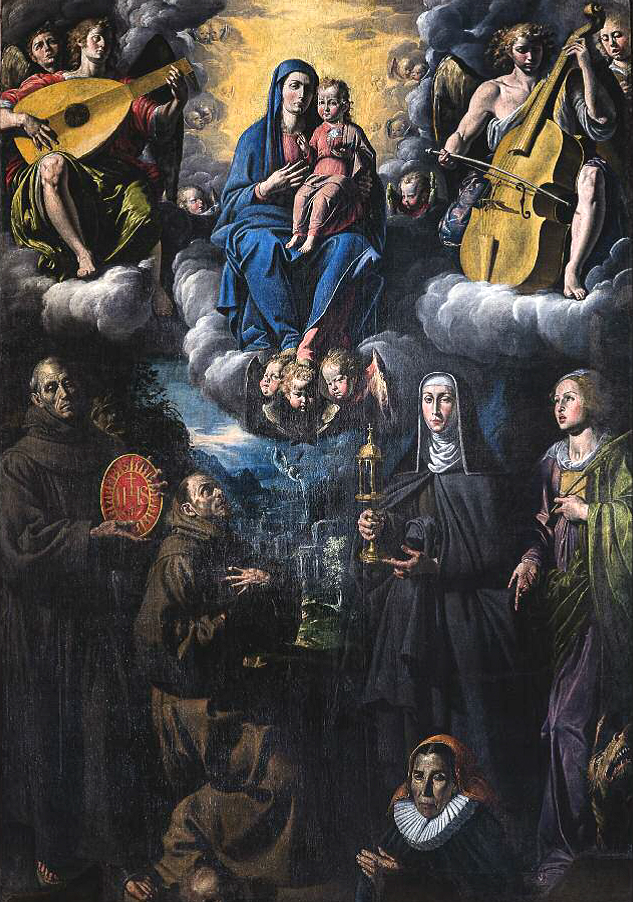
Madonna dell'incendio sedato nella Collegiata di Pescocostanzo (1614).

Nacque a Casa Giacomolo, frazione di Alagna, in Valsesia, da una famiglia di maestri costruttori e di scultori di origine Walser, i D'Enricis, antica famiglia alagnese (Heinrichs). Dal nome di suo padre Giovanni ("Anz", nel dialetto tedesco parlato ad Alagna) deriverebbe la deformazione patronimica ("d'Anz", ovvero "figlio di Giovanni") che, italializzandosi, porterebbe al soprannome "Tanzio", con il quale egli fu da tutti chiamato dopo il suo trasferimento a Varallo.
Giovanni era anche il nome di uno dei fratelli della numerosa famiglia: si tratta di quel Giovanni d'Enrico, architetto e scultore, che nel 1586 incominciò a operare nel grande cantiere del Sacro Monte di Varallo e che fu poi, per circa quarant'anni, artista di fiducia della fabbriceria del Monte e protagonista assoluto nella realizzazione degli apparati statuari.
L'apprendistato di Tanzio avvenne, con ogni probabilità, sotto l'attenzione di Giovanni, fratello più anziano di lui, e si può pensare che essa si sia svolta - com'era tradizione in Valsesia -  nel campo della scultura prima che in quello della pittura.
Le fonti documentali nulla ci dicono a proposito dell'apprendistato e dei pittorici esordi valsesiani di Tanzio, lasciando le porte aperte a diverse congetture.
Un dato certo è invece relativo al fatto che nel 1600 Tanzio, assieme all'altro fratello Melchiorre, partì alla volta di Roma. Una lettera di patronaggio del prorettore della Valsesia ne attesta il proposito di recarsi pellegrini al giubileo indetto da papa Clemente VIII e di vivere con i proventi della loro attività di pittori.
A Roma avvenne - esperienza che lo accomuna a un po' tutti i pittori che a quella data giungevano nella città pontificia - la sua "folgorazione" per il nuovo linguaggio adottato dal Caravaggio, che era in quegli anni inquieto protagonista della scena artistica romana. Peraltro recenti ricerche hanno ipotizzato un periodo trascorso da Tanzio presso la grande bottega di Giuseppe Cesari, detto Cavalier d'Arpino, dove lo stesso Caravaggio aveva mosso i suoi primi passi come pittore a Roma.
Il periodo di sua permanenza lontano dalla Valsesia durò verosimilmente sino al 1615, mentre il fratello Melchiorre vi fece ritorno assai prima.
Pochissime sono le opere assegnate dagli storici dell'arte al suo catalogo datate in questi quindici anni trascorsi prima a Roma, poi a Napoli e in terra di Abruzzo.

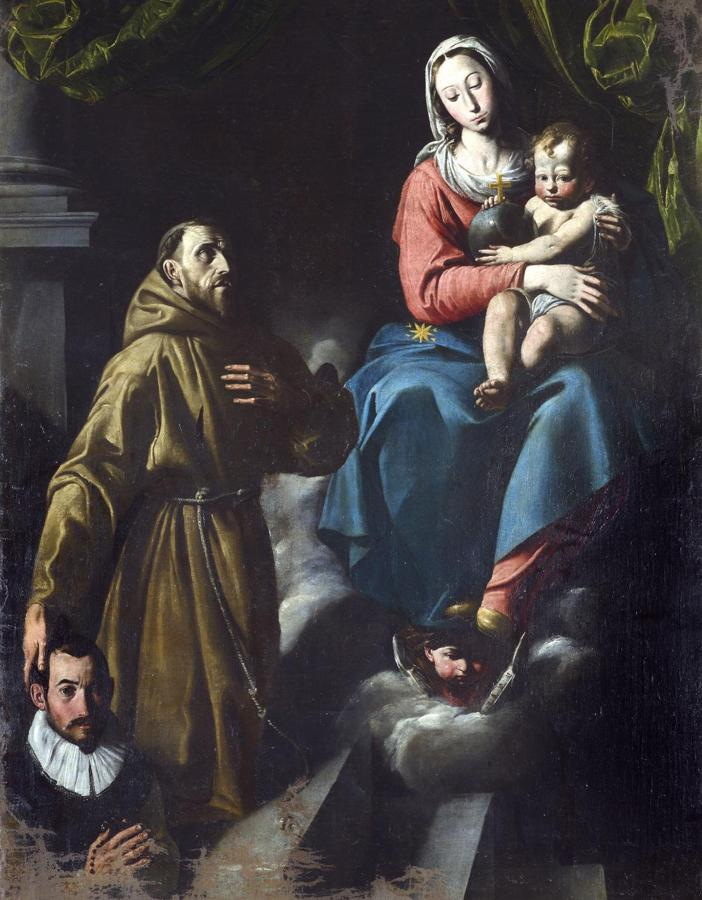
Madonna con Bambino e san Francesco nella chiesa di San Giovanni a Colledimezzo (1615 ca.).

Si possono citare una Pentecoste i cui frammenti sono oggi conservati presso il Museo di Capodimonte di Napoli, la pala con la Circoncisione che si trova a Fara San Martino e quella con la Madonna dell'incendio sedato] a Pescocostanzo (AQ) e la Madonna con Bambino nella sacrestia della Parrocchiale di Colledimezzo. In esse, per l'attenzione realistica e per gli intensi effetti chiaroscurali che fanno uscire le persone dal buio della scena, è palese il debito artistico verso il Merisi; ma sono anche presenti, nelle mani scarne ed adunche dei personaggi, nei volti scavati, nei gesti enfatici dell'estasi mistica, quei tratti di tormentato empito religioso che costituiscono una delle più significative cifre dell'opera intera di Tanzio da Varallo.
Si tratta - val la pena ricordarlo - di tele legate alla spiritualità francescana, che verosimilmente gli vennero allogate attraverso il "patronaggio" di alcuni rappresentanti dell'ordine dei Minori Osservanti al quale Tanzio fu devoto per tutta la vita.

### Il ritorno in Valsesia ed il lavoro al Sacro Monte

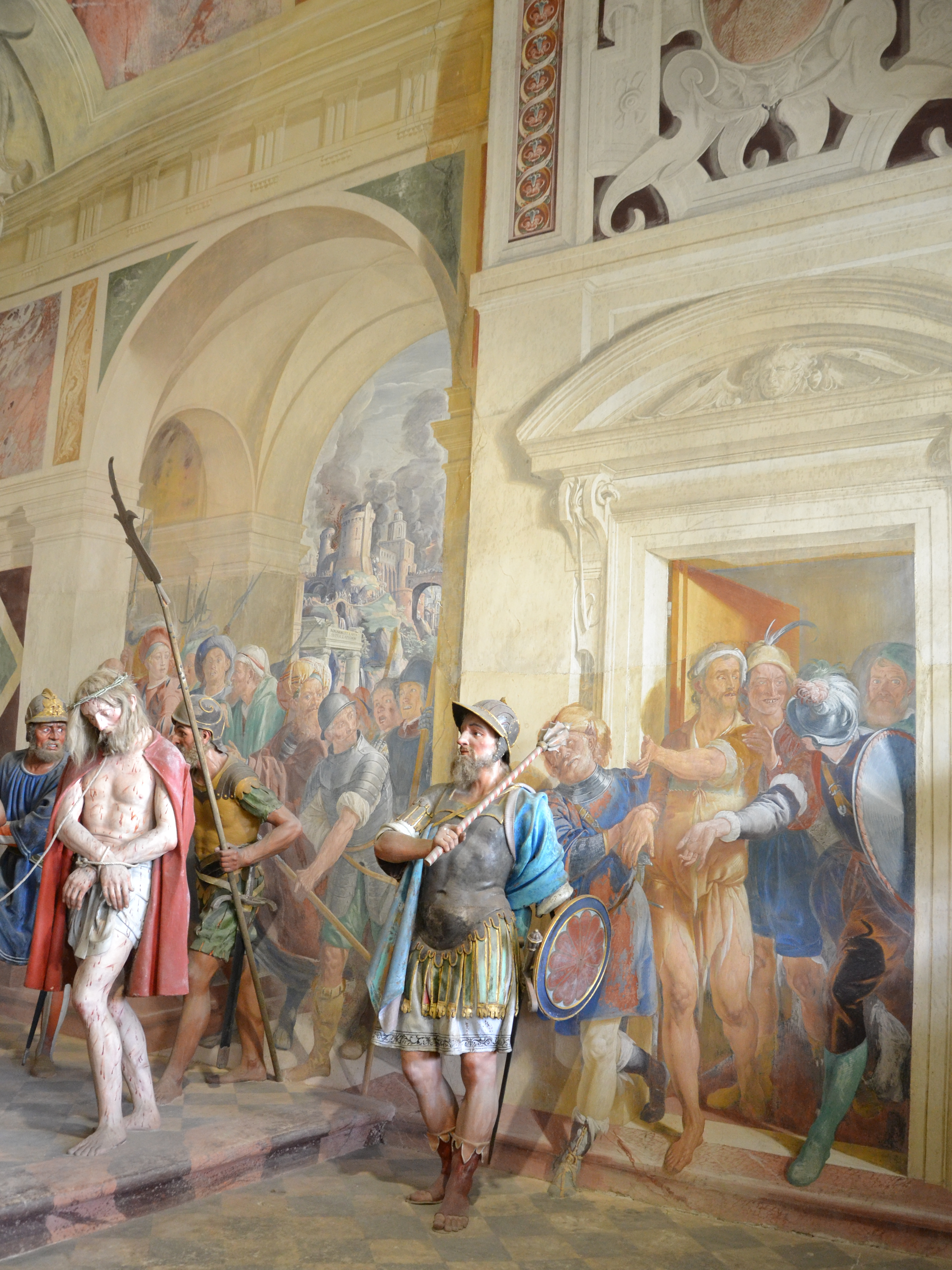
Affreschi per le Cappelle del Sacro Monte di Varallo - Cappella XXXIV, Pilato si lava le mani (1618-1620)

È ragionevole supporre che il suo ritorno nei luoghi nativi, dopo le credenziali artistiche acquisite nei lunghi anni precedenti, sia legata alla prospettiva di un suo coinvolgimento - forse sollecitato dal fratello Giovanni - negli affreschi delle nuove cappelle del Sacro Monte di Varallo.
Prima di assumere tale impegno, Tanzio ebbe modo di dar prova delle qualità artistiche raggiunte realizzando, nel 1616, la pala di Domodossola, San Carlo comunica gli appestati; un'opera che fissa in un preciso istante l'atto di carità e di umiltà del Santo, in un'aura vitrea, resa angosciante dalla presenza tragica di un destino di morte.
L'artista di Riale di Alagna dovette porsi qui il problema del rapporto tra il realismo caravaggesco che a Roma gli era, per così dire, entrato nel sangue ed il manierismo di matrice piemontese - lombarda che si sforzava di interpretare la spiritualità e gli intenti pedagogici controriformistici propugnati da San Carlo Borromeo.
Giovanni Testori sottolinea in questi termini la difficile sintesi che Tanzio - a partire dalla pala di Domodossola - dovette continuamente inseguire:
Ciò che spinge d'Enrico a confrontarsi con i protagonisti del Seicento piemontese e lombardo non è la esigenza di compiacere i gusti dei committenti; è un "più di coscienza", che serve a comprendere il senso della pastorale di San Carlo, la sua devozione per il Monte, l'eroismo della sua fede; senza tuttavia mai indulgere alla esteriorità di atteggiamenti devozionali, densi di artificio retorico. Una ricerca che parte dalla pala di Domodossola e che non si risolverà mai in una formula fissa, serialmente ripetuta, ma si riproporrà con un insaziabile desiderio di cogliere, ogni volta, la verità dei temi trattati.
In continuità stilistica con la pala di Domodossola si collocano gli affreschi della cappella XXVII (Cristo condotto per la prima volta al tribunale di Pilato) al Sacro Monte, opera che già sul finire del 1616 gli venne allogata. Subito dopo, in immediata successione, il lavoro al Monte proseguì con gli affreschi della cappella XXXIV (Pilato si lava le mani), (1619-20).

Circa un decennio più tardi, arriverà la commessa relativa ad un'altra scena di tribunale, quella della Cappella XXVIII (Gesù davanti ad Erode)

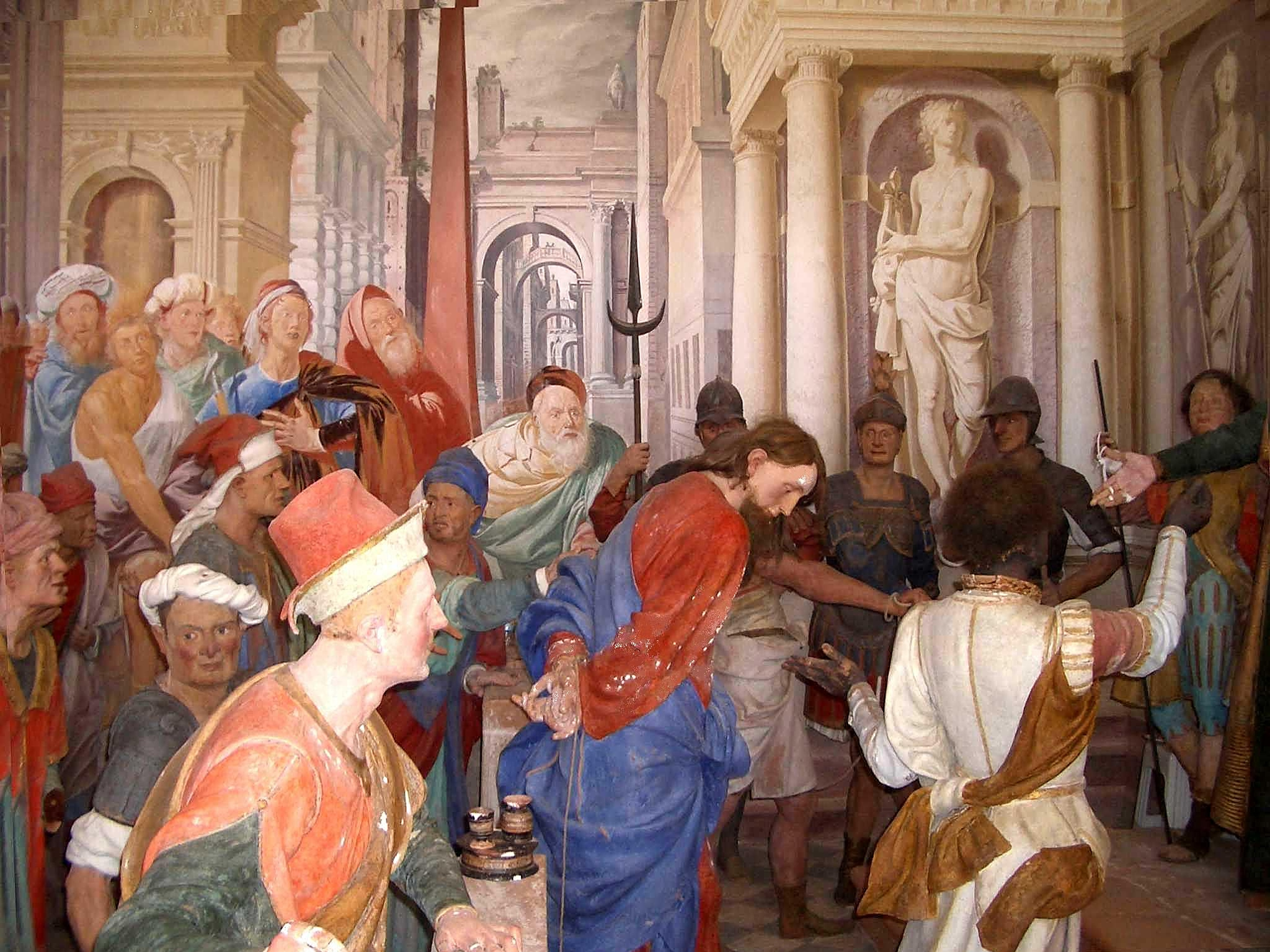
Giovanni d'Enrico e Tanzio da Varallo, Gesù al tribunale di Pilato, statue in terracotta policroma ed affreschi, 1617-18, Cappella XXVII (part.)

L'impegno al Sacro Monte fu straordinario. Si trattò per Tanzio di affrontare una prova estremamente impegnativa, non solo per l'ampiezza del programma iconografico, ma poiché doveva, muovendosi fianco a fianco con il fratello Giovanni, sperimentare gli artifici prospettici con i quali si realizza la teatralità di una scena, sciogliendo il nodo tra scultura e pittura, risolvendo cioè il rapporto tra gli attori posti in primo piano,  con statue in terracotta, e la folla affrescata degli astanti, che sembrano illusivamente voler allontanarsi dalle architetture che stanno sulle pareti per entrare nella realtà tridimensionale della cappella. Si trattò inoltre, e più in generale, di rimanere fedeli - per esplicita richiesta dei fabbriceri - alla cifra poetica impressa al "Gran Teatro Montano" dal suo antico patriarca, Gaudenzio Ferrari.
Tanzio dimostrò di essere all'altezza della sfida: la integrazione con il vigoroso e popolaresco realismo di Giovanni d'Enrico si dimostrò oltremodo efficace, e non pesò su di essa la curvatura "arcaica" imposta dalla fedeltà verso Gaudenzio, la cui lezione Tazio aveva respirato sin dall'infanzia.
Scrive Filippo Maria Ferro:

### Le committenze di sperdute parrocchie

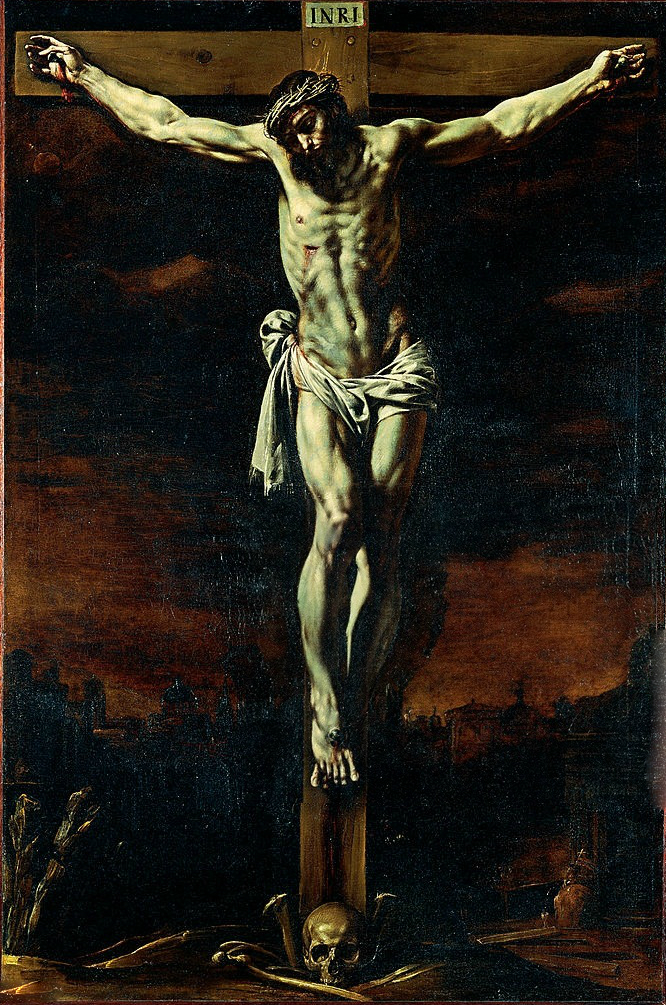
Tanzio da Varallo, Cristo Crocifisso, 1630 ca., Gerenzano, chiesa dei Santi Pietro e Paolo

Nella decorazione delle cappelle del Sacro Monte, Tanzio dimostrò dunque di reggere pienamente, per qualità poetica e tecnica pittorica, il confronto con il più celebre Pier Francesco Mazzucchelli detto il Morazzone. 
Elena De Filippis ha scritto di lui:
Risulta allora quasi inspiegabile come, nel periodo che intercorre tra i primi lavori al Monte e la prestigiosa allogazione degli affreschi per la cappella dell'Angelo Custode nella basilica di San Gaudenzio a Novara (1627), le commesse, pur numerose, ricevute da Tanzio riguardino, in modo quasi esclusivo,  parrocchie secondarie, disperse nei territori tra Piemonte e Lombardia.
Ci sono, è vero, anche i ritratti di gentildonne e di gentiluomini, eseguiti con un realismo ed una sensibilità psicologica (si pensi ai due ritratti di Brera ed al Ritratto di gentiluomo con pugnale e copricapo in collezione privata) che li collocano tra la migliore ritrattistica del primo Seicento. Si tratta, verosimilmente di commesse che pervennero a Tanzio da rappresentanti dell'aristocrazia che avevano potuto ammirare i suoi lavori al Monte o che già lo avevano coinvolto nella realizzazione di quadri di soggetto sacro destinati a cappelle poste sotto il loro patronato.
Per il resto, il catalogo di Tanzio nel periodo indicato si compone interamente di quadri devozionali destinati a pievi sperdute, in paesi che si fa fatica a trovare su una carta stradale. La ricerca di quelli tuttora presenti "in situ" ci porta a Lummellogno, frazione di Novara, (Madonna col Bambino adorata dai Santi Francesco e Domenico), a Vagna, frazione di Domodossola, (Visitazione), a Fontaneto d'Agogna (Santi in adorazione della Trinità). In data più tarda si colloca la tela conservata a Cellio (Processione del Santo Chiodo, circa 1628), poi quella di Gerenzano (un Cristo Crocifisso di struggente bellezza, da poco inserito nel catalogo del D'Enrico).
Nonostante fossero destinate a committenze di secondo piano, Tanzio profuse, per ciascuna di esse, un grande impegno, una accuratezza di esecuzione artigianale e un "pathos" narrativo che non conosce cali di tensione.

### Un sogno di bellezza: le tele di Davide e Golia

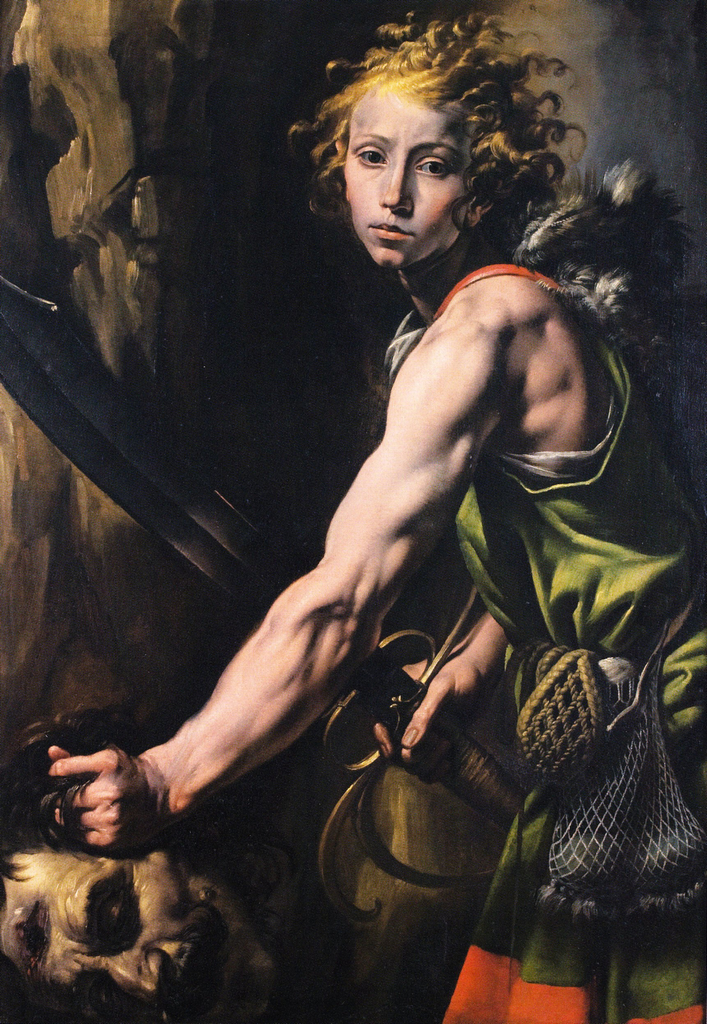
Tanzio da Varallo, Davide e Golia, ca. 1625, Pinacoteca civica, Varallo.

Ci sono poi i quadri di soggetto religioso che, con ogni probabilità, erano anch'essi destinati a chiese minori, passati in seguito attraverso alienazioni o attraverso il mercato antiquario, e che ora si ammirano nella cornice più sofisticata di musei o di collezioni private.
Tra di esse devono essere citate almeno la tela del tenero incontro di Giacobbe e Rachele alla Galleria Sabauda, il San Sebastiano curato da Sant'Irene alla National Gallery di Washington e i due Davide con la testa di Golia presenti nella pinacoteca di Varallo.
Molto, a proposito di questi due ultimi quadri, è stato detto sulla "ambiguità" del personaggio biblico che vi è raffigurato, quasi che un ancor adolescente pastore valsesiano, con il volto arrossato dal vento che gli scompone i capelli, avesse prestato la sua testa al corpo atletico, scolpito nella sua muscolatura, all'eroico uccisore di Golia.
Secondo Giovanni Testori si tratta di:
Sempre a questo riguardo Marco Bona Castellotti aggiunge:

### Gli anni della peste

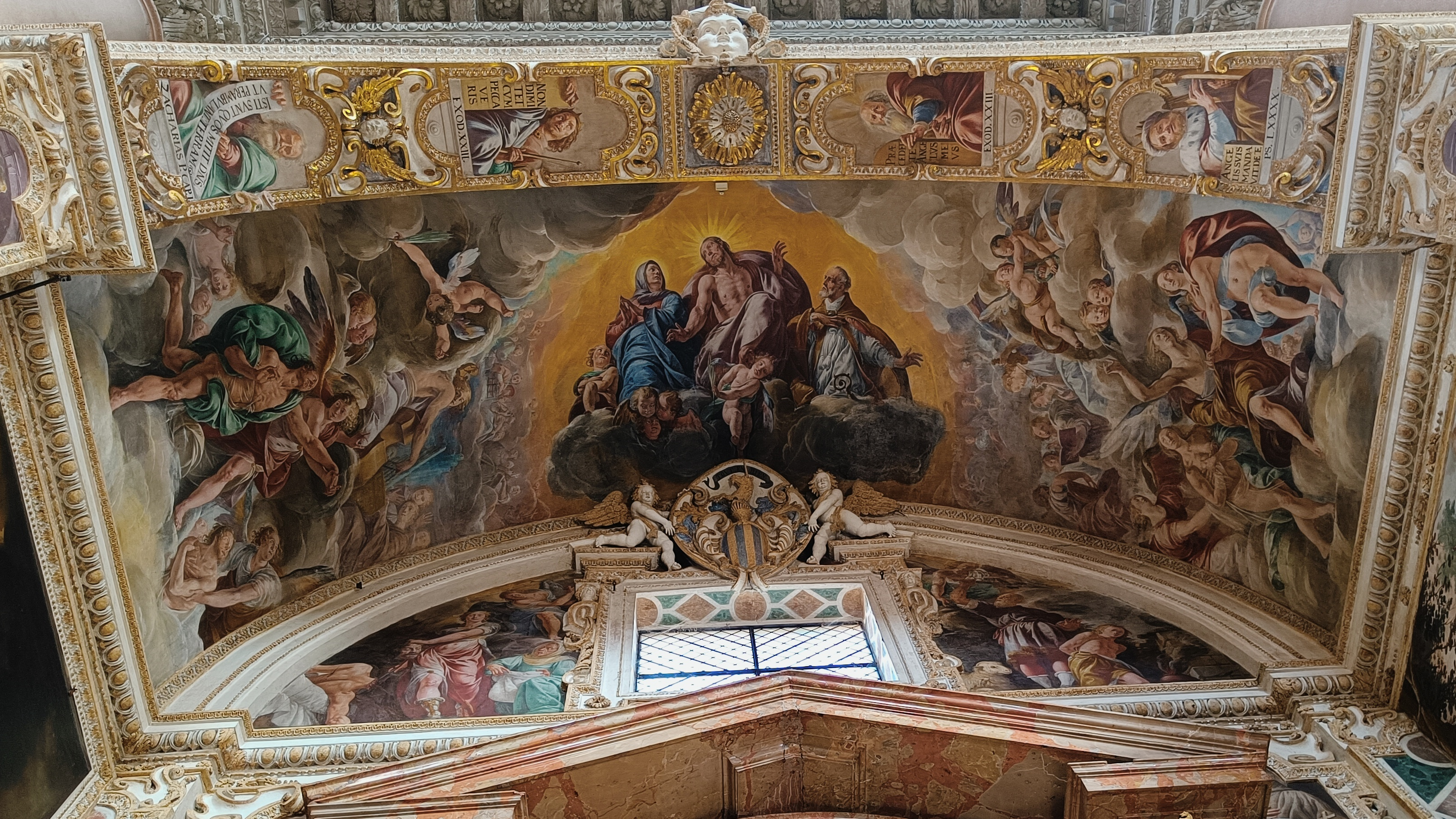
La cappella della famiglia Nazari dedicata all'angelo custode in San Gaudenzio (Novara)

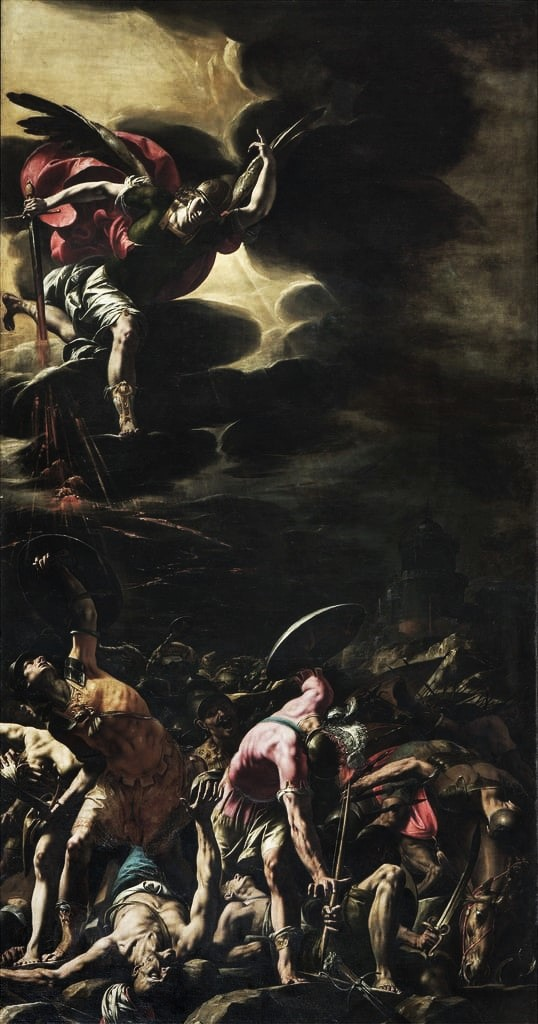
Tanzio da Varallo, La battaglia di Sennacherib, 1629-30, Novara, Basilica di San Gaudenzio

Nel febbraio del 1627 la reputazione guadagnata dal D'Enrico sembrò destinata a portarlo verso traguardi di maggior prestigio. Siglò in quella data il contratto per gli affreschi della cappella dell'Angelo Custode nella basilica di San Gaudenzio a Novara, con la prospettiva di realizzarvi poi la grande tela, La battaglia di Sennacherib, che doveva porsi dirimpetto a quella, altrettanto grande, dipinta dal Morazzone con le scene del Giudizio Universale. Poco dopo arrivarono anche le commesse nella città di Milano (affreschi delle chiese di Sant'Antonio e di Santa Maria della Pace).
Ma quelli non furono, per Tanzio, anni in cui egli poté compiacersi della notorietà raggiunta. Nel 1630 si abbatté infatti sul Nord d'Italia la tragedia della peste (quella narrata dal Manzoni): sin dal 1628 se ne erano colte le avvisaglie.
Il flagello del morbo portava la gente ad interrogarsi sulle ragioni della tragedia, ritenuta un castigo divino, e poneva la urgenza - come ai tempi di san Carlo Borromeo rievocati dalla pala di Domodossola - della intercessione salvifica delle sante reliquie e dei santi protettori.
Tanzio dovette meditare a lungo sulla spiritualità borromea. È di quegli anni la tela con San Carlo che porta in processione il santo Chiodo, nella parrocchiale di Cellio, densa di notturni bagliori di tragedia in mezzo ai quali risalta la spettrale fissità dei volti dei santi.
L'incubo e lo sgomento della peste costituiscono visibilmente la cifra del telero con Sennacherib sconfitto dall'Angelo che egli, come si è detto, dipinse a Novara alla fine del 1629, a completamento dei lavori nella basilica di San Gaudenzio. L'irruzione, in un cielo greve di angoscia, dell'Angelo Vendicatore affinché si compiano le parole di Isaia sullo sterminio dell'esercito assiro, diventa una scoperta immagine del flagello della peste.
Ancora Filippo Maria Ferro:
Testori giudicava il Sennacherib "capolavoro supremo; certo uno dei più alti raggiungimenti del secolo intero". La grande tela è tuttora collocata nella Cappella dell'Angelo Custode, presso la basilica di San Gaudenzio a Novara, della quale Tanzio ha realizzato anche gli affreschi. Un bozzetto monocromo del Sennacherib, di estremo interesse per valutarne genesi e realizzazione finale, era fino a pochi anni fa visibile presso il museo posto all'interno del Broletto novarese. Esso fa parte delle raccolte d'arte della Banca Popolare di Novara e non è attualmente esposto al pubblico.
Tanzio ebbe poco tempo, passato il flagello della peste, per assaporare il lento ritorno alla normalità. Il tempo per dipingere qualche nuova tela (ricordiamo il San Rocco di Camasco (1631), una sorta di "ex voto" per il buon esito della implorazione rivolta dalla comunità del paese al santo taumaturgo a protezione della peste), e il tempo per iniziare gli affreschi nella collegiata di Borgosesia (1632).
La tradizione storiografica locale vuole che, negli ultimi anni, Tanzio vivesse a Varallo presso il convento francescano di Santa Maria delle Grazie. Lì, nella chiesa annessa al convento, era a quella data presente un suo dipinto, Martirio dei santi francescani a Nagasaki; un quadro che esprime una doppia fedeltà che ha connotato tutta la carriera del suo autore: quella all'ordine francescano, che si manifesta nella intensità emotiva con cui tratta la spettacolare scena del martirio, e quella alla mai scordata lezione del Caravaggio, che traspare dal ricordo ancora vivo delle tele viste nelle chiese di Roma.

## Opere

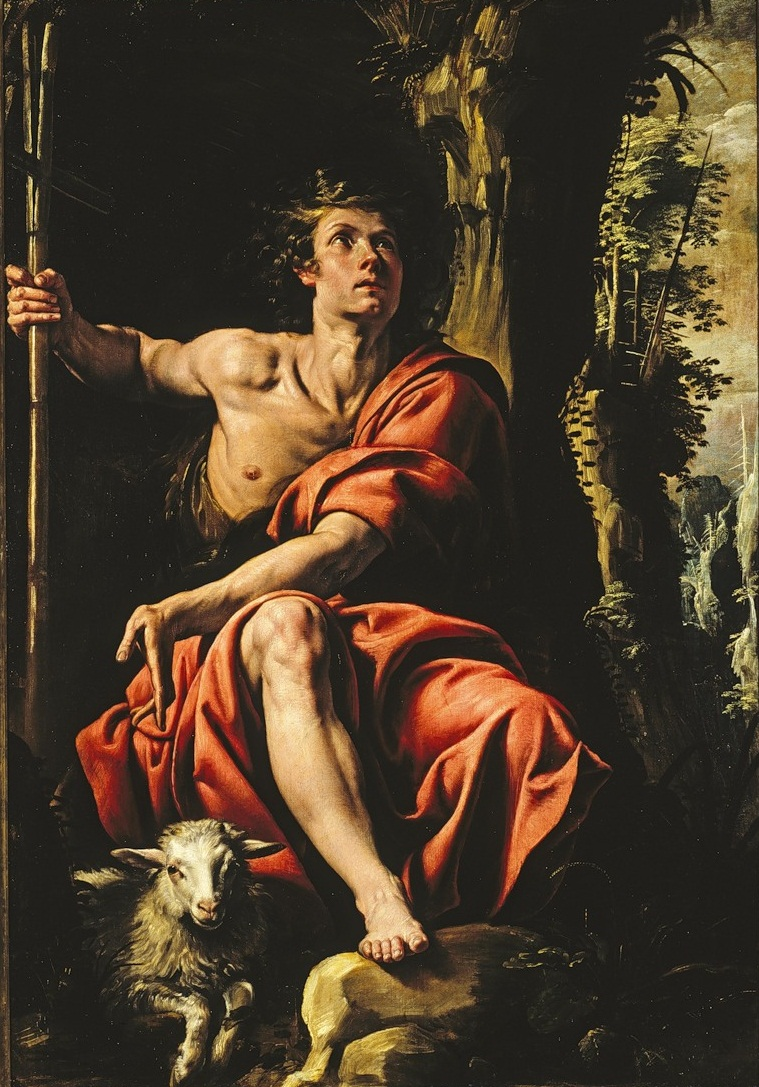
San Giovanni Battista nel deserto, 1629 ca., Philbrook Museum of Art, Tulsa

- Adorazione dei pastori, 1605-1610 circa, olio su tela, collezione privata
- Madonna seduta, 1605-1610 matita nera su carta grigio-verde, collezione privata
- San Giovanni Battista, 1608-1610 circa, olio su tela, collezione privata
- Frammenti di una Pentecoste, olio su tela, 1608-1610 circa, Napoli, Museo di Capodimonte. In deposito dalla basilica di Santa Restituta
- Martirio di san Lorenzo, 1605-1610 circa, olio su rame, Roma collezione privata
- Circoncisione di Gesù con i santi Carlo Borromeo e Francesco d'Assisi, olio su tela, 1610-1611 circa, Fara San Martino (CH), chiesa di San Remigio
- Madonna con il Bambino, san Francesco d'Assisi e donatore, 1611-1613 circa, olio su tela chiesa di San Giovanni Evangelista, Colledimezzo (Chieti). In deposito presso l'Arcidiocesi di Chieti-Vasto, Palazzo arcivescovile, Chieti
- San Francesco riceve le stimmate, 1611-1614 circa, olio su tela, collezione Koelliker
- San Francesco in preghiera sulla Verna, 1611-1614 circa, olio su tela, Varallo, Pinacoteca già in collezione Remogna
- Madonna di Costantinopoli con i santi Bernardino da Siena, Francesco d'Assisi, Chiara, Margherita e la donatrice Pompa de Matteis d'Amata, 1614, olio su tela, Pescocostanzo (AQ), collegiata di Santa Maria in Colle
- Ritratto di gentiluomo con la spada, 1614-1616 circa, olio su tela, collezione privata
- Madonna con il Bambino tra i santi Francesco d'Assisi e Caterina d'Alessandria e donatrice, 1615 circa, olio su tela, collezione privata
- Davide con la testa di Golia, 1616 circa, olio su tela, Varallo, Pinacoteca, inv. 690
- San Carlo comunica i malati di peste, 1616, olio su tela, Domodossola (VB), collegiata dei Santi Gervasio e Protasio
- San Sebastiano curato da due angeli, 1616, olio su tela, Washington, National Gallery of Art
- San Giovanni Evangelista, santa Caterina d'Alessandria, san Teodoro e santa Apollonia, 1616-1618, olio su tela, Verbania, Museo del paesaggio
- Sant'Antonio da Padova, 1617-1618, 58x44, olio su tela, Varallo, Pinacoteca
- Gentiluomo, 1617-1618, olio su tela, Milano, Pinacoteca di Brera
- Gentildonna, 1617-1618, olio su tela, Milano, Pinacoteca di Brera
- Testa di gentiluomo, 1617-1618, olio su rame, Gallarate, Museo gallaratese di studi patri
- Cristo condotto per la prima volta al tribunale di Pilato, 1617-1618, affresco, Varallo, Sacro Monte, Cappella XXVII
- Pilato si lava le mani, 1619-1620, affresco, Varallo, Sacro Monte, Cappella XXXIV
- San Gerolamo, 1623 circa, olio su tela, Kansas City, Nelson-Atkins Museum of Art
- David con la testa di Golia, 1623 circa, olio su tela, Varallo, Pinacoteca, inv.689
- Due angeli che reggono la corona della Vergine, 1623-1627 circa, olio su tela, Varallo, Pinacoteca
- Madonna col Bambino adorata dai santi Domenico e Francesco, 1623-1627 circa, olio su tela, Lumellogno (NO), chiesa dei Santi Ippolito e Cassiano
- Ritratto di gentiluomo con pugnale e copricapo, 1623, olio su tela, collezione privata
- Ritratto di gentiluomo, 1623, olio su tela, collezione privata
- Giacobbe e Rachele, 1625 circa, olio su tela, Torino, Galleria Sabauda
- Visitazione, 1626 circa, olio su tela, Vagna (frazione di Domodossola), chiesa di San Brizio
- Ritratto di gentiluomo, 1627 circa, olio su tela, Cleveland, Cleveland Museum of Art
- I Santi Pietro e Marco, 1627-28 circa, olio su tela, Torino, Galleria Sabauda
- Adorazione dei pastori con san Carlo Borromeo, 1628 circa, olio su tela, Torino, Museo civico d'arte antica
- San Carlo porta in processione il Sacro Chiodo, 1629-30 circa, olio su tela, Cellio (VC), chiesa di San Lorenzo
- San Giovanni Battista nel deserto, 1627-29 circa, olio su tela, Tulsa, Philbrook Museum of Art
- Gesù davanti ad Erode, 1628-1629, affresco, Varallo, Sacro Monte, Cappella XXVII
- Santi in adorazione della Trinità, 1629-30 circa, 310x185, olio su tela, Fontaneto d'Agogna (NO), chiesa parrocchiale della Beata Vergine Assunta
- Decorazione della cappella dell'Angelo Custode, affresco, 1628-29, Novara, basilica di San Gaudenzio
- Sennacherib sconfitto dall'Angelo, 1629-30 circa, 153x95, olio su tela, Novara, Museo civico
- Sennacherib sconfitto dall'Angelo, 1629-30, 570x260, olio su tela, Novara, basilica di San Gaudenzio
- Cristo Crocifisso, 1630 circa, olio su tela, Gerenzano, chiesa dei Santi Pietro e Paolo
- San Rocco, 1631, 190x125, olio su tela, chiesa parrocchiale di Camasco, fraz. di Varallo (VC). In deposito presso la Pinacoteca di Varallo
- Madonna con il Bambino, San Carlo e San Francesco e due angeli, 1631 circa, olio su tela, Parigi, museo del Louvre
- Madonna con il Bambino e i Santi Carlo e Francesco, 1631 circa, 285x190, olio su tela, già nella parrocchiale di Sabbia, ora conservata presso Varallo, Pinacoteca
- Martirio dei beati francescani a Nagasaki, 1631-32 circa, 115x80, olio su tela, Milano, Pinacoteca di Brera
- Beato Giovanni Tavelli da Tossignano, 1631-32 circa, olio su tela, Varallo, Pinacoteca
- Sant'Onofrio,  1631-32 circa, olio su tela, collezione privata
- Annuncio dei pastori, Adorazione dei pastori, Gloria angelica, 1631-1632, affreschi, Milano, chiesa di Santa Maria della Pace
- Redentore in gloria, Profeti Daniele e Isaia, Angeli musicanti, 1631-1632, affreschi, Milano, chiesa di Sant'Antonio Abate
- Vergine addolorata, 1632 circa, olio su tela, collezione privata
- Decorazione della cappella Gibellini, 1633 circa, affresco, Borgosesia (VC), collegiata dei Santi Pietro e Paolo
- Adorazione dei pastori con San Francesco e San Carlo Borromeo, 185x149, olio su tela, Los Angeles, Los Angeles County Museum of Art
- Fuga in Egitto, olio su tela, Houston, Museum of Fine Arts
- Madonna con il Bambino, San Carlo e San Francesco, affresco staccato da una casa di Varallo e riportato su tela, Varallo, Pinacoteca

## Riconoscimenti
Con la delibera n. 385 del 18 novembre 1926 il comune di Novara gli ha intitolato una via nel quartiere Sacro Cuore.